# XLIII народно събрание
Четиридесет и третото народно събрание (XLIII НС) е обикновено народно събрание на България, което е сформирано според резултатите от извънредни парламентарни избори в България, проведени на 5 октомври 2014 г. Първото му заседание е на 27 октомври 2014 г. и е открито от най-възрастния депутат - Стефан Данаилов от БСП (на 71 години). Последното му заседание е на 26 януари 2017 г. XLIII НС излъчва второто правителство на Бойко Борисов. Разпуснато е от президента Румен Радев на 27 януари 2017 г.

## Резултати от изборите
| Кандидатска листа       | Гласове   | Проценти | Мандати |
| ----------------------- | --------- | -------- | ------- |
| ГЕРБ                    | 1 072 491 | 32,67%   | 84      |
| КП БСП лява България    | 505 527   | 15,40%   | 39      |
| ДПС                     | 487 134   | 14,84%   | 38      |
| КП Реформаторски блок   | 291 806   | 8,89%    | 23      |
| КП Патриотичен фронт    | 239 101   | 7,28%    | 19      |
| КП България без цензура | 186 938   | 5,69%    | 15      |
| Атака                   | 148 262   | 4,52%    | 11      |
| КП АБВ                  | 136 223   | 4,15%    | 11      |
| Общо:                   | 3 067 482 | 93,44%   | 240     |

## Парламентарни групи
| Парламентарна група                          | Депутати | Забележка |
| -------------------------------------------- | -------- | --- |
| ГЕРБ                                         | 83       | Здравко Димитров е изключен от групата на 21 юли 2015 г. |
| БСП лява България                            | 38       | Георги Кадиев е изключен от групата на 10 септември 2015 г. |
| Движение за права и свободи                  | 30       | Гюнай Хюсмен и Муса Палев са изключени от групата на 28 ноември 2014 г. |
| Реформаторски блок                           | 22       | |
| Патриотичен фронт                            | 17       | Велизар Енчев напуска групата на 1 декември 2014 г. |
| Български демократичен център – Народен съюз | 14       | Парламентарната група на предизборната коалиция „България без цензура“. Ана Баракова напуска групата на 15 октомври 2014 г. |
| Атака                                        | 11       | |
| АБВ                                          | 11       | |
| нечленуващи в парламентарна група            | 14       | Ана Баракова напуска групата на БДЦ на 15 октомври 2014 г. Гюнай Хюсмен и Муса Палев са изключени от групата на ДПС на 28 ноември 2014 г. Велизар Енчев напуска групата на ПФ на 1 декември 2014 г. Здравко Димитров е изключен от групата на ГЕРБ 21 юли 2015 г. Георги Кадиев е изключен от групата на БСП ЛБ на 10 септември 2015 г. |

## Ръководство
| Длъжност              | Народен представител | Парламентарна група |
| --------------------- | -------------------- | ------------------- |
| Председател           | Цецка Цачева         | ГЕРБ                |
| Заместник-председател | Димитър Главчев      | ГЕРБ                |
| Заместник-председател | Янаки Стоилов        | БСП                 |
| Заместник-председател | Алиосман Имамов      | ДПС                 |
| Заместник-председател | Иван Кирилов Иванов  | Реформаторски блок  |
| Заместник-председател | Красимир Каракачанов | Патриотичен фронт   |
| Заместник-председател | Явор Хайтов          | Народен съюз        |
| Заместник-председател | Явор Нотев           | Атака               |
| Заместник-председател | Кирил Цочев          | АБВ                 |